# Chích ô liu miền tây

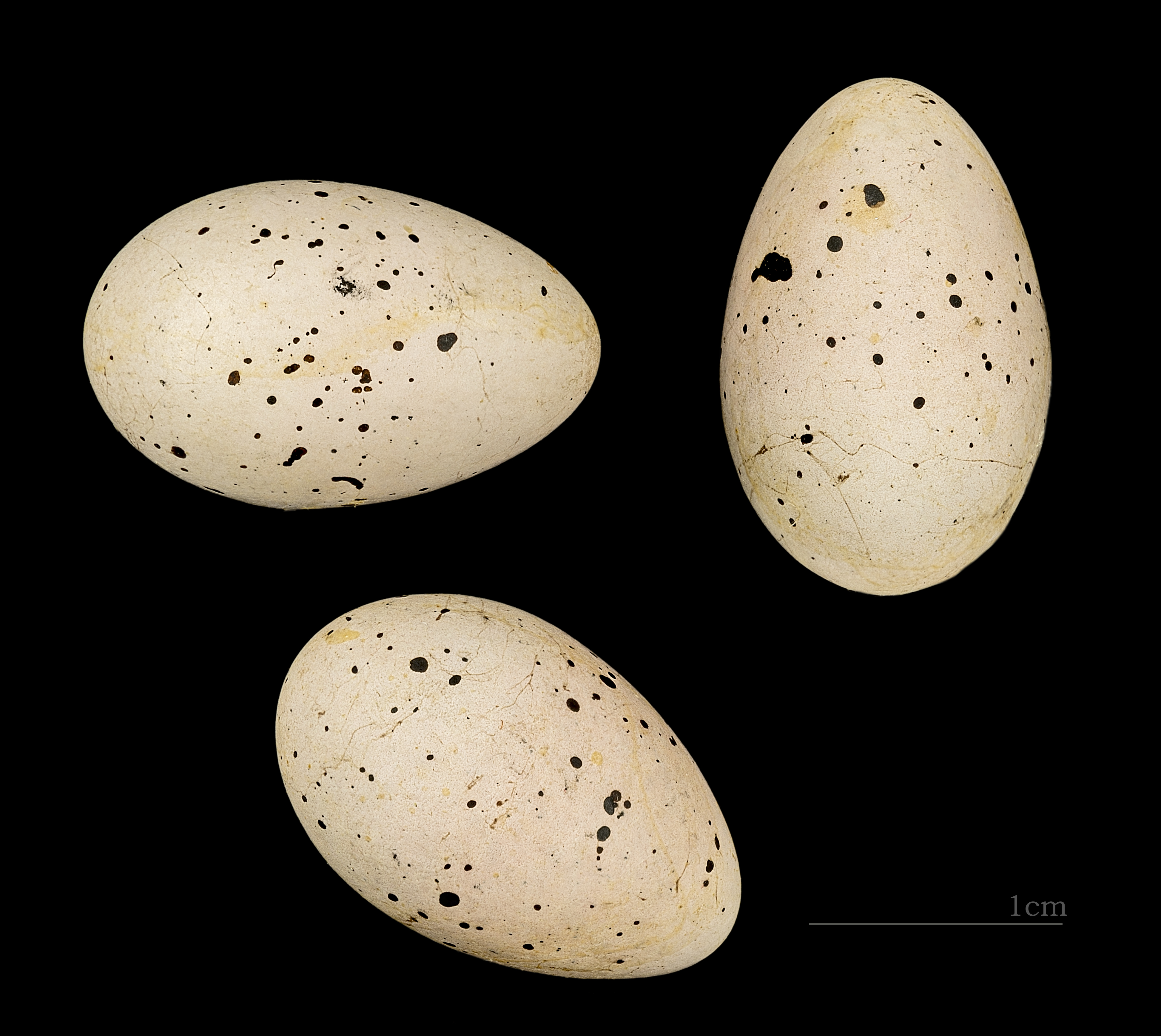
Iduna pallida elaeica

Chích ô liu miền tây, tên khoa học Iduna pallida, là một loài chim trong họ Acrocephalidae.